# Elvia Carrillo Puerto
Elvia Carrillo Puerto (sinh ngày 6 tháng 12 năm 1878 - mất ngày 15 tháng 4 năm 1968)  là một chính trị gia xã hội chủ nghĩa và nhà hoạt động nữ quyền người Mexico.  Carillo kết hôn năm 13 tuổi và góa chồng năm 21 tuổi.  Bà đã thành lập các liên đoàn nữ quyền đầu tiên của Mexico vào năm 1912, bao gồm Liên đoàn Rita Cetina Gutierrez ( tiếng Tây Ban Nha: Liga Rita Cetina Gutierrez) vào năm 1919. Năm 1923, Carillo trở thành nghị sĩ bang đầu tiên là nữ của Mexico và được bầu vào Hạ viện. Với những đóng góp cho chính phủ và lịch sử Mexico, bà được chính thức tặng thưởng danh hiệu "Cựu chiến binh của Cách mạng". Cống hiến không mệt mỏi của Carillo cho cách mạng và phong trào phụ nữ quyền đã mang lại cho bà biệt danh "Nữ tu đỏ" ( tiếng Tây Ban Nha: La Monja Roja).

## Liên đoàn nữ quyền

### 1912–1922
Elvia Carrillo Puerto được ghi nhận là người bắt đầu nhiều liên đoàn nữ quyền ở Mexico, nổi bật nhất là Liên đoàn Rita Cetina Gutiérrez, được đặt theo tên một trong những nhà giáo dục nổi tiếng nhất của Yucatán. Các liên đoàn nữ quyền tập trung vào nhiều nhiệm vụ để thúc đẩy quyền của phụ nữ, bắt đầu ở Mérida, nơi liên đoàn đầu tiên được thành lập vào năm 1912, và cuối cùng lan rộng qua Đông Nam Mexico, vào Trung tâm Mexico trong những năm sau đó. Tổ chức này đã lãnh đạo một chiến dịch chống mại dâm, sử dụng ma túy, nghiện rượu, mê tín và cuồng tín. Trong nỗ lực nâng đỡ phụ nữ, Liga Rita Cetina Gutierrez, được thành lập năm 1919, thường nói chuyện về chăm sóc trẻ em, kinh tế và vệ sinh cho phụ nữ nghèo. Liên đoàn đã kiểm tra các trường học và bệnh viện cũng như giúp thành lập một trại trẻ mồ côi của tiểu bang. Thông qua các liên đoàn nữ quyền mà Carillo thành lập, các chương trình kế hoạch hóa gia đình được thiết lập với các biện pháp tránh thai hợp pháp, lần đầu tiên ở Tây bán cầu. Elvia tin rằng các gia đình lớn là một rào cản đối với một cuộc sống tốt hơn cho người nghèo và văn học phân tán của Margaret Sanger, người sau này sẽ tiếp tục thành lập Liên đoàn kiểm soát sinh sản Hoa Kỳ, sau này được gọi là Pl Parent Parenthood, Sanger không thể phân phối lý do pháp lý. Các liên đoàn cũng thiết lập các biện pháp chăm sóc trước và sau sinh cho phụ nữ.

### 1923–1925
Carillo được ghi nhận là đã dành toàn bộ thời gian cho chuyến đi đến Đông Nam Mexico với mục tiêu sắp xếp phụ nữ người Maya vào các liên đoàn và chuẩn bị cho họ trách nhiệm công dân. Các liên đoàn sẽ xác định các phụ nữ có năng khiếu đặc biệt và đào tạo họ để điền vào các vị trí tự chọn trong thành phố và chính quyền tiểu bang. Carillo, sau khi anh trai của bà cũng là và thống đốc Felipe cho phép phụ nữ quyền bầu cử và giữ chức vụ, đã được bầu vào cơ quan lập pháp Yucatán vào năm 1923, thành viên nữ đầu tiên trong cơ quan lập pháp bang của Mexico. Carillo đã giành chiến thắng trong cuộc bầu cử với số phiếu áp đảo 5.115. Trong thời gian là thành viên của chính phủ, Carillo đã thúc đẩy vấn đề cải cách ruộng đất, đề xuất các kế hoạch sẽ cung cấp cho tá điền các trang trại có khả năng nuôi sống gia đình của họ. Để làm như vậy, Carillo đã sắp xếp các hội phụ nữ địa phương thành Cộng đồng nông nghiệp trung ương Gualbertista cho phụ nữ, được đặt theo tên của anh trai bà Gualberto, một thượng nghị sĩ và nhà hoạt động cải cách ruộng đất.
Năm 1924, khi quyền của phụ nữ được nâng cao, Felipe bị ám sát. Cái chết của Felipe báo hiệu một sự thay đổi trong chính quyền địa phương, cũng như quyền của phụ nữ. Dù đã cho phép các quyền của phụ nữ ở Yucatán, ông đã không thể đưa những quyền đó vào trong hiến pháp của Mexico. Sau cái chết của ông, những quyền đó đã bị thu hồi bởi lãnh đạo sắp tới Juan Ricardez Broca. Với một chính phủ mới nắm quyền, phụ nữ bị loại khỏi các vị trí trong văn phòng của thành phố và chính quyền, quyền bầu cử của phụ nữ bị thu hồi và các chương trình xã hội thông qua các liên đoàn của phụ nữ không còn được hỗ trợ. Carillo chuyển đến San Luis Potosí, trung tâm mới của phong trào nữ quyền sau cái chết của Felipe. Năm 1925, Carillo được bầu vào Hạ viện với tư cách là đại diện của San Luis Potosí; tuy nhiên bà đã bị từ chối chỗ ngồi vì quyền bầu cử và giữ chức vuh bị hạn chế chỉ dành cho nam giới. Tuy đã được chính quyền địa phương cho phép, những quyền này vẫn không được công nhận rộng rãi trên cả nước.